# Joseph Schreyvogel

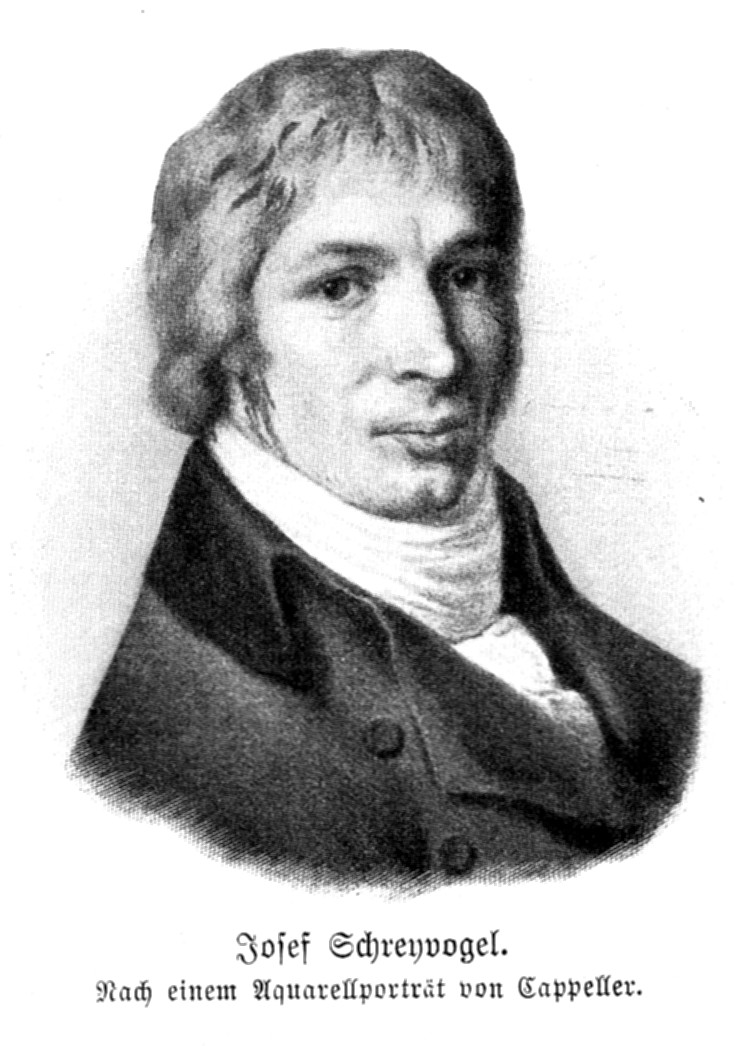
Joseph Schreyvogel

Joseph Schreyvogel (* 27. März 1768 in Wien; † 28. Juli 1832 ebenda) war ein österreichischer Schriftsteller.

## Leben
Nach dem erfolgreichen Abschluss der schulischen Laufbahn wurde Schreyvogel ab 1793 Mitarbeiter der Österreichischen Wochenschrift von Johann Baptist von Alxinger. 
In den Jahren von 1794 bis 1797 wirkte Schreyvogel in Jena. Dort machte er Bekanntschaft mit Friedrich Schiller, an dessen Thalia er zeitweilig mitarbeitete. Auch der Merkur von Christoph Martin Wieland gewann Schreyvogel als Mitarbeiter.
1797 ging er zurück nach Wien und lebte dort als Privatier. 1802 wurde er als Nachfolger von August von Kotzebue als Sekretär an das Burgtheater berufen. Er hatte dieses Amt bis 1804 inne und übte mit seiner Vorliebe für die Klassik großen Einfluss u. a. auf Franz Grillparzer, Eduard von Bauernfeld und Joseph Christian von Zedlitz aus. Die Leitung des Burgtheaters hatte er von 1814 bis 1832. Unter seiner Regie wurde mit Sophie Schröder, Heinrich Anschütz und Karl Fichtner das Ensemble des Hofburgtheaters verstärkt. In dieser Zeit leitete er auch nebenbei das Kunst- und Industriecomptoir in Wien.
Ab 1807 hatte er unter dem Pseudonym Thomas West bzw. Karl August West als Herausgeber des Sonntagsblattes fungiert (bis 1814). In letzterem Jahr holte ihn Graf Dietrichstein als Dramaturg ans Burgtheater. Als Johann Ludwig Deinhardstein die Leitung dieses Hauses übernahm, wurde Schreyvogel im Mai 1832 pensioniert. Er starb noch im selben Jahr im Alter von 64 Jahren am 28. Juli 1832 in Wien an einer Cholerainfektion und wurde auf dem Währinger Friedhof bestattet.

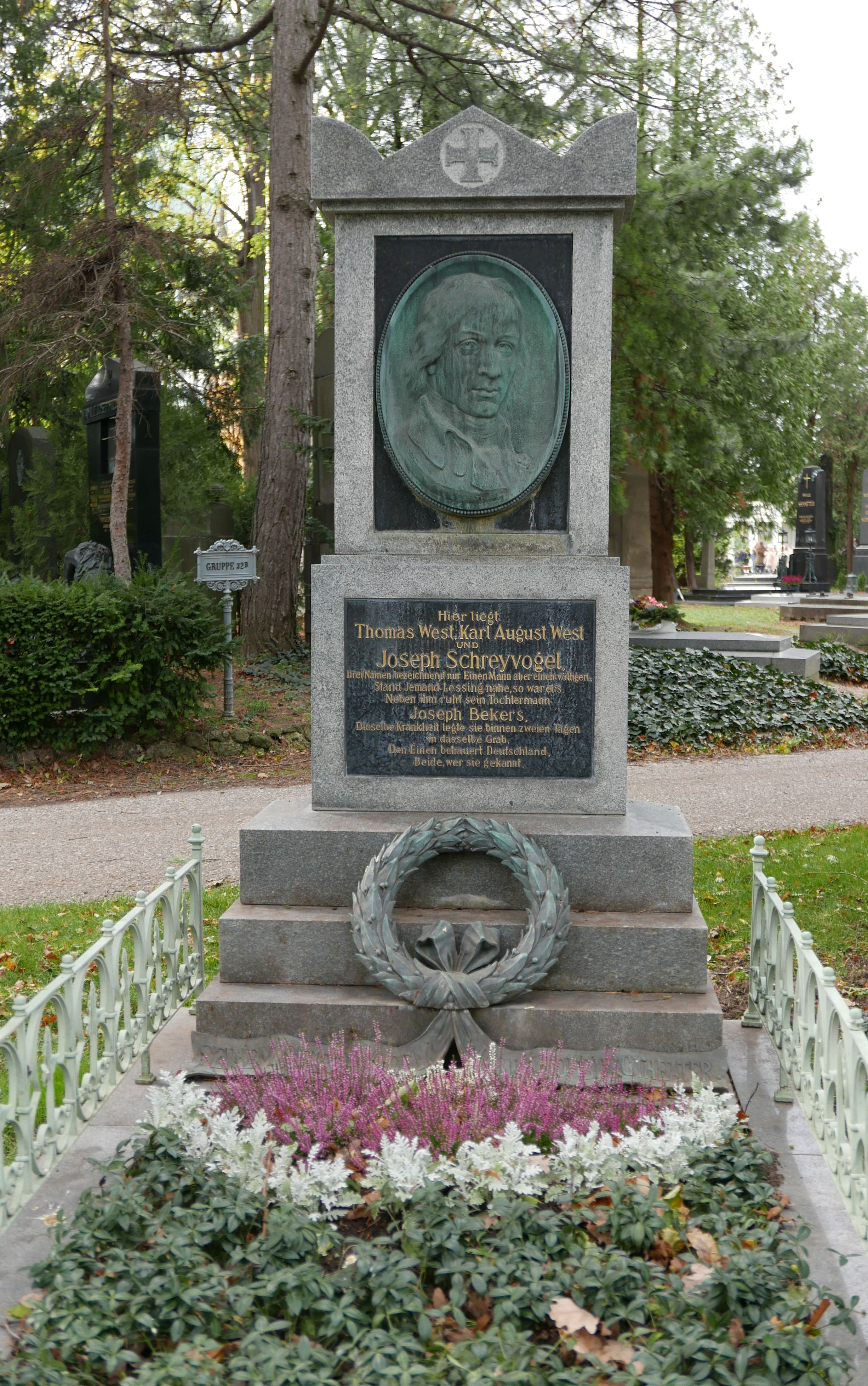
Ehrengrab auf dem Wiener Zentralfriedhof

Sein jetziges Ehrengrab befindet sich auf dem Wiener Zentralfriedhof (Gruppe 32 A, Nummer 45).
Sein Grabstein trägt die von Grillparzer verfasste Inschrift:
Hier liegt Thomas West, Karl August West und Joseph Schreyvogel, Drei Namen bezeichnen nur Einen Mann aber einen völligen. Stand Jemand Lessing nahe, so war er's. Neben ihm ruht sein Tochtermann Joseph Bekers, Dieselbe Krankheit legte sie binnen zweien Tagen in dasselbe Grab. Den einen betrauert Deutschland, Beide, wer sie gekannt.

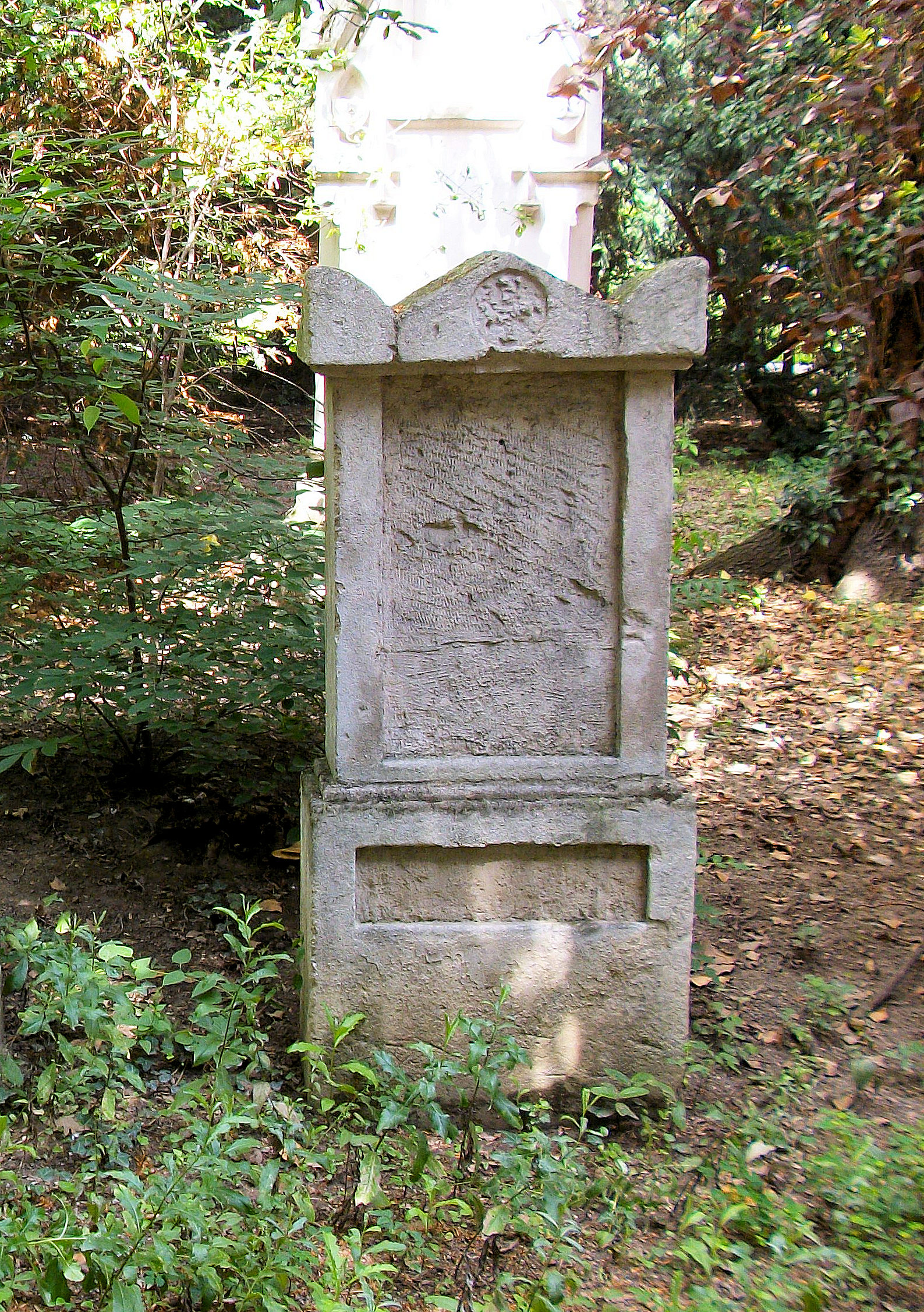
Joseph Schreyvogels originaler Grabstein im Währinger Park

## Ehrungen
- Im Jahr 1885 wurde in Wien Innere Stadt (1. Bezirk) die Schreyvogelgasse nach ihm benannt.
- Am Institut für Theater-, Film- und Medienwissenschaft der Universität Wien befindet sich in der Hofburg ein nach ihm benannter Hörsaal.

## Werke
- Das Leben ein Traum, 3. Aufl., Wien 1820
- Donna Diana. 1819
- Don Gutierre. 1834
- Samuel Brinks letzte Liebesgeschichte. In: Deutscher Novellenschatz. Hrsg. von Paul Heyse und Hermann Kurz. Bd. 10. 2. Aufl. Berlin, [1910], S. 1–94. In: Weitin, Thomas (Hrsg.): Volldigitalisiertes Korpus. Der Deutsche Novellenschatz. Darmstadt/Konstanz, 2016. (Digitalisat und Volltext im Deutschen Textarchiv)